# LONGi
LONGi Green Energy Technology Company Limited — китайская фотоэлектрическая компания, один из крупнейших в мире производителей кремниевых пластин, фотоэлементов и солнечных модулей. Входит в число крупнейших публичных компаний Китая. Штаб-квартира расположена в Сиане (провинция Шэньси). Контрольный пакет акций принадлежит миллиардерам Ли Чжэньго, Ли Чуньаню и Чжун Баошэню, которые входят в число богатейших людей страны.

## История
В феврале 2000 года в городе Сиань Ли Чжэньго и Чжун Баошэнь основали компанию Xi’an Xinmeng Electronic Technology; в 2002 году была основана компания Xi’an LONGi Silicon Technology, а в 2004 году — Xi’an Lumei Single Crystal Silicon.
В 2005 году LONGi ввела в эксплуатацию первую партию печей для промышленного производства монокремниевых слитков. В 2007 году название компании сменили на Xi’an LONGi Silicon Materials. В 2008 году была основана компания Xi’an Tongxin Semiconductor Accessories, в 2009 году были построены мощности по производству монокремниевых пластин.
В 2010 году было построено предприятие по производству монокремниевых пластин в Уси, в 2011 году был основан Центр исследований и разработок LONGi. В 2012 году акции LONGi были зарегистрированы на основной площадке Шанхайской фондовой биржи. В 2014 году LONGi приобрела компанию Zhejiang LERRI Solar Technology (фотоэлементы и солнечные модули) и основала дочернюю компанию Xi’an LONGi Clean Energy (развитие солнечных электростанций).
В 2015 году на базе купленной LERRI Solar Energy была создана компания Xi’an LONGi New Energy. В 2016 году LONGi открыла первую зарубежную фабрику в Кучинге, а LONGi New Energy основала подразделение в Таиланде. В январе 2017 года компания сменила название на LONGi Green Energy Technology. В 2020 году LONGi начала производство солнечных панелей для крыш, в 2021 году основала дочернюю компанию Xi’an LONGi Hydrogen Energy Technology.

## Деятельность
LONGi Green Energy Technology производит поликремний, кремниевые пластины и стержни, фотоэлементы и солнечные модули, проектирует и строит солнечные электростанции. Производственные предприятия LONGi расположены в Китае, Вьетнаме, Малайзии и Индии, сбытовые подразделения — в США, Японии, Австралии, Индии и ОАЭ.
Солнечные панели и модули предназначены для установки на крышах и стенах индивидуальных и многоквартирных жилых домов, промышленных, офисных и торговых зданий, складских комплексов, вокзалов, аэропортов, парковок и автозаправочных станций; в пустынной местности; на холмах и водных поверхностях. Компания LONGi Hydrogen производит оборудование для производства водорода с помощью электролиза воды и с использованием возобновляемых источников энергии.
По итогам 2021 года основные продажи пришлись на солнечные модули и аккумуляторы (72,2 %), кремниевые пластины и стержни (21 %), строительство и обслуживание электростанций (2,4 %). Основными рынками сбыта являлись Китай (53,1 %), Азиатско-Тихоокеанский регион (16,4 %), Северная и Южная Америки (16,1 %) и Европа (14,1 %).

### Производственные мощности
- Заводы по производству поликремния в городе Иньчуань (Нинся).
- Завод по производству кремниевых слитков в городе Кучинг (Малайзия).
- Заводы по производству пластин в городах Баошань, Лицзян, Цюйцзин и Чусюн (Юньнань), Иньчуань (Нинся), Уси (Цзянсу), Сиань (Шэньси), Кучинг (Малайзия).
- Заводы по производству фотоэлементов в городах Тайчжоу (Цзянсу), Сиань (Шэньси), Хэфэй (Аньхой), Кучинг (Малайзия).
- Заводы по производству солнечных модулей в городах Тайчжоу (Цзянсу), Сиань и Сяньян (Шэньси), Цюйчжоу и Цзясин (Чжэцзян), Чучжоу (Аньхой), Датун (Шаньси), Кучинг (Малайзия).
- Завод водородного оборудования в городе Уси (Цзянсу).

## Акционеры
Крупнейшими акционерами LONGi Green Energy Technology являются Ли Чжэньго (14,1 %), HHLR Management (5,85 %), Ли Сиянь (5,02 %), E Fund Management (2,53 %), Чэнь Фашу (2,29 %), GF Fund Management (2,18 %), Ли Чуньань (2,11 %), Shaanxi Coal Industry (1,89 %), Чжун Баошэнь (1,3 %), China Investment Corporation (1,19 %), Zhong Ou Asset Management (1,17 %), China Asset Management (0,88 %), Hongde Fund Management (0,72 %) и Schroder Investment Management (0,7 %).